# Hemistola vernarius
Hemistola vernarius là một loài bướm đêm trong họ Geometridae.